# Global Guardians
Los Global Guardians (lit. Guardianes Globales) son un equipo de superhéroes de DC Comics cuyos miembros provienen de países de todo el mundo. El concepto se originó en la caricatura matutina Súper amigos, que se emitió después de las historias publicadas en el cómic homónimo Super Friends números 7 al 9, en las que varios héroes (Volcán Negro, Samurái, Jefe Apache y El Dorado) se agregaron a la Liga de la Justicia para darle mayor diversidad étnica.

## Historia ficticia del equipo
Los personajes que habrían de hacer parte de los Guardianes Globales aparecieron por primera vez en la serie de cómics Super Friends (Súper amigos), que se publicó entre 1976 y 1981. El título adaptaba las aventuras de la popular serie de animación de Hanna-Barbera. Los personajes fueron presentados por primera vez en una historia (en Super Friends #7-9) en la que Grax, un villano alienígena (y viejo enemigo de Superman) puso bombas en los siete continentes para destruir el planeta. Gracias a una advertencia de los Gemelos Fantásticos (en su primera aparición en un cómic), la Liga de la Justicia descubrió a tiempo el plan y reclutó a los héroes de los países afectados para poder encontrar las bombas antes de que explotaran.
Si bien estos héroes internacionales habrían de aparecer luego en otros números de Super Friends, no fue sino hasta DC Comics Presents #46 (junio de 1982) que fueron presentados como un equipo, en una historia en la que asistieron a Superman para detener a Thaumar Dhai, un malévolo hechicero atlante. Esta también se considera la primera aparición canónica de estos personajes en el Universo DC.
Tras los eventos en Crisis en Tierras Infinitas, se reveló que el equipo de los Guardianes Globales había sido reunido por el Doctor Mist para servir como brazo ejecutor de la organización internacional «La Cúpula», que había sido creada en 1957 por el Tratado de Roma para ayudar a organizar los esfuerzos de los superhéroes alrededor del mundo como organización policial internacional.
Previo a esto, a comienzos de la década de 1950, varios héroes internacionales que habían sido beneficiarios de la bondad de la Sociedad de la Justicia de América durante y después de la Segunda Guerra Mundial, habían conformado un «Club de Héroes» informal. Tras la fundación de los Guardianes Globales este club fue integrado al equipo. El mayordomo de Batman, Alfred Pennyworth, envía tarjetas de Navidad a los miembros supervivientes.
Estos Guardianes Globales originales tenían su cuartel general en un edificio financiado por las Naciones Unidas, también llamado el Domo o la Cúpula, ubicado en París. El equipo original era financiado también por el Doctor Mist y administrado por una mujer de nombre Belfegor que tenía poderes psíquicos. Muchos de los Guardianes individualmente ayudaron a otros héroes internacionales durante el cross-over de Crisis en Tierras Infinitas y en una ocasión se asociaron con Infinity, Inc.
Con el tiempo, los Guardianes perdieron la financiación de la ONU, que fue dada en cambio a la Liga de la Justicia, y se ordenó el cierre de la Cúpula, a raíz en parte de las maquinaciones políticas de su enemigo, el Dr. Klaus Cornelius. Algunos de sus miembros abandonaron el equipo para unirse a la Liga, en particular Green Fury y Glacier, conocida/o previamente como Icemaiden (cambiando en consecuencia sus nombres a los de Fuego y Hielo). Los demás se hicieron independientes.
La Abeja Reina de Bialya le lavó el cerebro a una parte del equipo y les dio órdenes de luchar contra la Liga de la Justicia. Fain Y'onia, un antiguo enemigo de su líder, el Doctor Mist, fue responsable de la muerte de Bushmaster y Thunderlord además de quitalrles los poderes a otros. Los Guardianes sobrevivientes siguieron reuniéndose en el Cuartel General de la Cúpula, que anteriormente estaba ubicado en Europa pero ahora se encuentra en el Pacífico.
En una historia de la serie JLA Classified, se afirma que algunos de los Guardianes se unieron a los International Ultramarine Corps.
En 2006, y como parte de los eventos de One Year Later (que transcurren un año después de los acontecimientos de Crisis Infinita), los Guardianes Globales aparecen reagrupados, aparentemente liderados por el antiguo Nuevo Guardián Jet. Intentan reclutar a la nueva Crimson Fox. Cuando ella se niega, le dicen que no tiene otra opción. Posteriormente se ve a Crimson Fox expresando en público las opiniones de los Guardianes, entre ellas el odio hacia Hal Jordan. Se revela con el tiempo que están siendo controlados telepáticamente por el Cazador Sin Rostro, que intenta capturar a Linterna Verde. Son derrotados y liberados del control alienígena.
En la Tercera Guerra Mundial, en 52 (semana 50), los Guardianes Globales colaboran con la Familia Marvel en un ataque contra Black Adam, pero todos son derrotados fácil y brutalmente por el enfurecido villano.
En la serie de 2009 Justice League: Cry for Justice, se reveló que Prometheus había atacado y/o asesinado a miembros de los Guardianes Globales, entre ellos Tasmanian Devil, Gloss, Sandstorm y Freedom Beast.
En Doomsday Clock, secuela de Watchmen, un informe de noticias afirma que la Mujer Maravilla está en conversaciones para reiniciar a los desaparecidos Global Guardians.

## Miembros

### El club de héroes
- El primer Caballero de Inglaterra, a quien le sucedió su hijo, el segundo Caballero.
- El segundo Escudero de Inglaterra, a quien le siguió su hija, la tercera Escudera.
- El Gaucho de Argentina, quien inspiró al equipo argentino de héroes Super Malon.
- El mosquetero de Francia.
- El Wingman de Suecia.
- El Legionario de Italia.
- Hombre de murciélagos de la nación siux
- Pequeño cuervo de la nación siux
- El guardabosques de Australia

### Guardianes globales

#### Miembros fundadores
- Seraph (Chaim Lavon de Israel): un maestro de escuela judío a quien se le otorgaron poderes bíblicos. Ayudó a Superman a desmantelar una bomba en Israel y liberar a los Gemelos Fantásicos cuando les lavaron el cerebro. Tuvo algunas misiones en solitario. Como Guardián Global, ayudó a Superman a rescatar un artefacto antiguo. Permaneció en el equipo durante algunos años, pero rechazó una oferta de la Abeja Reina de Bialya, ya que era judío y Bialya era un estado musulmán. Durante un tiempo, Seraph luchó en solitario, tratando de pensar en formas de revivir a los Guardianes Globales. Finalmente, el Doctor Mist lo llamó a Bialya para rescatar a los Guardianes Globales. La misión fue un éxito. Después de una batalla contra el enemigo del Doctor Mist, Fain Y'onia, Seraph ayudó a Rising Sun, Owlwoman y Olympian a crear los Nuevos Guardianes Globales, colocándose a sí mismo como líder.
- Bushmaster (Bernal Rojas de Venezuela): un herpetólogo que inventó dispositivos que imitan las habilidades de los reptiles, pasados y presentes. Ayudó a Batman y Robin a desmantelar una bomba en Venezuela y capturar a un villano. Junto con otros Guardianes Globales, la Abeja Reina de Bialya le lavó el cerebro. Una vez que despertó de ello regresó con los Guardianes Globales, pero murió asesinado por Fain Y'onia.
- Olympian (Aristides Demetrios de Grecia): un punk griego corpulento que viste el Vellocino de Oro, que le otorga los poderes y habilidades de los cincuenta hombres y mujeres que navegaron en el Argo para encontrar el Vellocino de Oro. Ayudó a la Mujer Maravilla a luchar contra el Coronel Conquest en Grecia, donde se suponía que estaba escondida una bomba. Posteriormente ayudó a Superman dos veces. El héroe griego conoció luego a Fury de Infinity Inc. Cuando escuchó que sus compañeros iban a ser apoyados por la dictadora bialyana, Abeja Reina, Olympian se unió. Tras la muerte de la Abeja Reina, un sucesor lo arrestó por cargos de esquizofrenia. Más tarde se reunió con los otros Guardianes Globales y siguió siendo miembro desde entonces, incluso después de una batalla con Fain Y'onia. Se sentía atraído románticamente hacia Godiva. Fue visto entre los Ultramarines junto a Jack O'Lantern y Kid Impala. Su aparición más reciente fue en la miniserie Wonder Girl como guardián de Cassandra Sandsmark y su madre Helena, cargo que le asignó Zeus. Hay una segunda Olympian llamada Olympia, una mujer con superfuerza a nivel de las amazonas, también griega, y ambos defienden Grecia y son Guardianes Globales.
- Jack O'Lantern (Daniel Cormac de Irlanda): un granjero pobre a quien un hada irlandesa le concedió una linterna mágica. Su primera misión de la que haya registro fue ayudar a Linterna Verde a desmantelar una bomba en Irlanda. También ayudó a Superman a encontrar unas ruinas antiguas en Irlanda. Ayudó a héroes de Irlanda e Inglaterra a salvar el mundo en la Crisis en Tierras Infinitas . Mientras los miembros de la Liga de la Justicia se convertían en los héroes más grandes del mundo, Jack dejó a los Guardianes Globales y se unió al ejército de Rumaan Harjavti en Bialya. Después de que Harjavti fuera asesinado por la Abeja Reina de Bialya, Jack unió fuerzas voluntariamente con la villana para apoderarse del mundo. Después de una batalla con la Liga de la Justicia, lo dejaron agonizando en una alcantarilla. Sin embargo, su novia Owlwoman lo encontró con vida y los dos héroes encontraron al Doctor Mist. Tuvieron un papel importante en volver a reunir a los Guardianes Globales. Posteriormente, Jack murió por causas naturales. El segundo Jack O'Lantern era en realidad un hombre llamado Marvin Nirosa, de Bialya. Owlwoman lo mató después de que ella se enteró la verdad. El tercer Jack era el primo de Daniel Cormac, Liam McHugh. McHugh se convirtió en miembro de la ahora disuelta Primal Force y actualmente es miembro del Ultramarine Corps .
- Impala (M'Bulaze de Sudáfrica): un guerrero y velocista zulú con mentalidad política. Ayudó a Flash a desmantelar una bomba en Sudáfrica y unió fuerzas con otros héroes africanos en la Crisis en Tierras Infinitas. A él, junto con otros Guardianes Globales, la Abeja Reina de Bialya le lavó el cerebro. Después de recobrar el sentido y ser rescatado por otros ex Guardianes Globales, Impala perdió sus poderes ante Fain Y'onia y luego murió en la casa de juegos de Ruleta. Su sucesor, Kid Impala, se unió a los Ultramarines.

En los cómics más recientes, Impala está de vuelta con los Guardianes Globales y se asocia con Vixen, quien sintió una atracción instantánea por este apuesto superhéroe. Parece también tener un superpoder vinculado a un tótem con alguna deidad africana que le otorga una velocidad y una capacidad de curación increíbles. Vixen lo invitó a salir.
- La Sirenita (Ulla Paske de Dinamarca): una heroína adolescente nacida de un hombre con piernas de Poseidonis y una sirena de Tritonis. Su primera misión fue ayudar a Aquaman a desmantelar una bomba en la Atlántida. Más tarde, ayudó a Aquaman a derrotar a Sinestro, y a Superman a encontrar una ruina antigua. Participó en la ayuda a los héroes atlantes en Crisis en Tierras Infinitas. Más tarde, fue una de los muchos Guardianes Globales a los que la Abeja Reina de Bialya les lavó el cerebro; aparentemente murió en la batalla con la Liga de la Justicia. Más tarde resurgió, afirmando que la mujer muerta en combate había sido un clon malvado creado por la Abeja Reina después de que Ulla escapara del cautiverio. Ella, o quizás una sucesora, fue vista más tarde como miembro de los Ultramarines .
- Doctor Mist (Nommo de Kor, África): un antiguo hechicero africano que sirvió como líder de los Guardianes Globales. Vivió durante 11.000 años y formó una encarnación anterior del equipo. Se creó un clon robótico cuando en un momento del pasado desapareció. Posteriormente, Jack O'Lantern y Owlwoman lo encontraron vivo en un calabozo. Con su ayuda, los héroes se reunieron con los Guardianes Globales. El cuerpo físico de Mist, como un eterno, supuestamente fue asesinado por una antigua fuerza oculta. No obstante, apareció vivo y aparentemente bien después de la Hora Cero. En este momento formó un nuevo equipo de héroes conocido como Primal Force. Fue asesinado después de que el malvado Mordru lo arrojara a un charco de ácido.
- Demonio de Tasmania (Hugh Dawkins de Australia): un ex ingeniero y profesor de teatro que fue maldecido por un demonio de tasmania. Ayudó a Flecha Verde a desmantelar una bomba en Australia y luchó contra un Robin que estaba controlado mentalmente, que estaba protestando ante los jóvenes australianos. Después de la disolución de los Global Guardians, el Demonio de Tasmania ayudó a fundar la embajada de la Liga de la Justicia Internacional en Australia. Se enteró de que la Abeja Reina les había lavado el cerebro a sus compañeros de los Guardianes Globales y quiso ayudar a reformar el grupo. Más tarde se unió al Doctor Mist, Jack O'Lantern, Owlwoman, Rising Sun y Seraph para rescatar a los Guardianes Globales. El Demonio de Tasmania regresó luego a la Liga de la Justicia. Posteriormente, tuvo un breve paso como miembro de los Ultramarines. Recientemente se unió a la encarnación más reciente de los Guardianes Globales. Más tarde fue desollado por el villano Prometheus, pero fue restaurado por un Lazarus Pit. Es uno de los pocos superhéroes abiertamente homosexuales, y está saliendo con Starman Mikaal Tomas.
- Rising Sun (Izumi Yasunari de Japón): un físico solar japonés que es miembro fundador de Big Science Action y miembro desde hace mucho tiempo de los Global Guardians. Su primera misión conocida fue ayudar a Átomo a desmantelar una bomba en Japón. Más tarde ayudó a Robin a derrotar a un villano y a Superman a encontrar una pieza de armadura antigua. Ayudó a salvar a Japón en la Crisis en Tierras Infinitas y ayudó a Artemis a salvar a sus padres, Cazadora y Sportsmaster, con la ayuda de Infinity Inc. El héroe japonés se ofreció como voluntario para ayudar a la Abeja Reina a luchar contra la Liga de la Justicia en Alemania. Cayó en coma por un tiempo. Tan pronto como despertó, regresó al servicio activo con los Guardianes Globales. Después de algunas batallas con sus compañeros de equipo, Izumi los traicionó en secreto y ayudó a la heroína japonesa Doctora Luz a luchar contra una horda de soldados bialyan. Posteriormente, encontró al Doctor Mist, Jack O'Lantern y Owlwoman juntos y ayudó a los tres héroes a reformar los Guardianes Globales. Durante la batalla con Fain Y'onia, Rising Sun fue uno de los pocos Guardianes Globales que sobrevivió y ayudó a restablecer los Guardianes Globales.
- Owlwoman (Wenonah Littlebird de Oklahoma, Estados Unidos): Nativa norteamericana de Oklahoma de la tribu Cheroqui. Sus poderes incluyen sentidos mejorados y vuelo limitado mediante planeo. Fue vista por primera vez ayudando al Hombre Halcón y su esposa Mujer Halcón a desmantelar una bomba en la oscuridad de un campo de Oklahoma. También participó en Crisis en Tierras Infinitas . Después de que su novio Jack O'Lantern dejó los Guardianes Globales, Owlwoman fue a Bialya y se unió al ejército de Abeja Reina. Los dos ex Guardianes Globales ayudaron a la Abeja Reina a conquistar el mundo. Jack O'Lantern y Owlwoman ayudaron a Abeja Reina a lavar el cerebro a los otros Guardianes Globales para que la sirvieran. En una batalla con la Liga de la Justicia, Owlwoman traicionó a sus compañeros de equipo y mató al impostor Jack O'Lantern. Encontró al verdadero Jack O'Lantern vivo en un calabozo, así como al Doctor Mist. Más tarde, los tres héroes volvieron a reunir a los Guardianes Globales. Tras una batalla con el viejo enemigo del Doctor Mist, Fain Y'onia, Owlwoman fue una de las pocas Guardianas Globales que sobrevivió y reformó a los Guardianes Globales.
- Thunderlord (Liang Xih-k'ai de Taiwán): un monje budista que usa su voz como una onda sonora. Ayudó al Canario Negro a desmantelar una bomba en la isla de Taiwán.[10] Posteriormente, ayudó a los hermanos Thunder y Lightning en Vietnam durante la Crisis en Tierras Infinitas. Thunderlord se unió a los otros Guardianes Globales como peones de Abeja Reina.[11] Como la mayoría de los Guardianes, ayudó a la Liga de la Justicia de Europa a luchar contra una amenaza robótica. Fue necesario un viaje a las alcantarillas antes de que el grupo pudiera destruir al robot. Sin que los héroes lo supieran, el robot estaba bajo el control de la Reina y a ella no le importaba si realmente este había matado a Thunderlord o a alguien más en particular, ya que era una maniobra de relaciones públicas. Al igual que las otras víctimas con lavado de cerebro, Thunderlord permaneció leal a Abeja Reina hasta el asesinato de esta a manos de Sumaan Harjavti. Al mismo tiempo, varios miembros recientemente despedidos de la Liga de la Justicia (Escarabajo Azul, Capitán Átomo, Elongated Man y Crimson Fox) habían violado el derecho internacional al investigar a Bialya. Sospechaban correctamente que Bialya estaba detrás de sus despidos y otras manipulaciones de la Liga. El grupo se enfrentó a los Guardianes y en el fuego cruzado, La Sirenita murió en una explosión de Jack O'Lantern. Thunderlord y el resto de los Guardianes persiguieron a la Liga a través de las instalaciones científicas de la Reina y descubrieron el centro de lavado de cerebro.

En otra misión, Thunderlord, los Guardianes y la Liga de la Justicia se unieron para derrotar al villano controlador de mentes Sonar. Los héroes involucrados se quedaron para ayudar a los heridos y luego tomaron caminos separados. Thunderlord consiguió un trabajo haciendo imitaciones de celebridades. Fain Y'onia, un antiguo enemigo del Doctor Mist, empezó a atacar al grupo uno por uno. Godiva, Impala y el Olymipian resultaron heridos y Bushmaster murió durante su batalla con Fain. Los Guardianes supervivientes se reunieron de nuevo y tendieron una emboscada a Fain en el desierto de Arizona cuando intentó matar a Owlwoman. Las explosiones de energía de Fain atravesaron a Thunderlord y lo mataron. Después de la derrota de Fain, se construyó una estatua en honor a Thunderlord y se colocó junto a estatuas de otros Guardianes caídos.
Thunderlord hizo un cameo junto con muchos de sus aliados Guardianes en Proyecto OMAC . En esa historia, varios héroes corrieron para destruir un satélite consciente que detestaba a todos los seres con poderes.
- Tuatara (Jeremy Wakefield de Nueva Zelanda): un héroe juvenil que puede predecir el futuro con la ayuda de un tercer ojo. Su primera misión fue ayudar al Tornado Rojo a desmantelar una bomba en la Era Prehistórica. También ayudó a los Súper Amigos a luchar contra una amenaza del tiempo. Unos años más tarde, a Tuatara le lavaron el cerebro, junto con Rising Sun y Wild Huntsman, para que sirviera a la Abeja Reina de Bialya. En una batalla con la Liga de la Justicia en Inglaterra, Tuatara quedó en coma. Posteriormente fue restaurado y vuelto a la acción. Su última misión conocida fue la batalla de Fain Y'onia, donde sufrió daño cerebral. Actualmente está en coma y lo atiende su compañero de equipo, el Seraph.
- Godiva (Dorcas Leigh de Inglaterra): una bella socialité inglesa cuyo poder residía en la manipulación de su cabello. Tuvo una relación sentimental con Arístides Demetrios. Su primera misión fue salvaguardar de una bomba a las personas que vivían y trabajaban cerca de Londres, misión en la que ayudó al Elongated Man. Su mayor enemigo resultó ser la Abeja Reina, entonces dictadora de Bialya, quien logró lavarle el cerebro a la heroína junto con otros héroes. Parecía que Godiva perdió sus poderes después de una batalla con Fain Y'onia, y que desde entonces se había retirado de la acción. Después de la Crisis Infinita, fue vista en un hospital de STAR Labs, víctima de un robo de órganos (la parte del cuerpo en cuestión era su cabello). En la continuidad New 52 de DC, fue miembro de la Liga de la Justicia Internacional.
- Wild Huntsman (Albrecht von Mannheim de Alemania): una reencarnación de un guerrero legendario alemán, que está acompañado por un caballo (Orkan) y un perro (Donnerschlag). Su primera misión conocida fue ayudar a los Gemelos Fantásticos a encontrar un villano. Más tarde, la Abeja Reina de Bialya le lavó el cerebro y, con sus aliados Rising Sun y Tuatara, luchó contra la Liga de la Justicia y quedó en coma, junto con el caballo y el perro. Más tarde despertó y se reunió con sus compañeros. Unos años más tarde, desapareció en batalla con Fain Y'onia. Inicialmente se desconocía si el Huntsman estaba vivo o muerto. Finalmente reapareció en Red Robin #3.
- Fuego (anteriormente Furia Verde y Llama Verde) (Beatriz da Costa de Brasil): Como Guardiana Global, Furia Verde luchó contra Superman en su Brasil natal. Más tarde ayudó a los Súper Amigos en varias misiones. Cuando un viejo enemigo del Doctor Mist perdió su armadura, Furia Verde ayudó a Superman a recuperarla. Más tarde cambió su nombre a Llama Verde y trabajó en un caso con Infinity Inc. antes de unirse a la Liga de la Justicia. Fuego es ahora miembro de la organización Checkmate patrocinada por la ONU.
- Glacier (Sigrid Nansen de Noruega): Glacier es un/a poderoso/a metahumano con poderes de hielo.Como guardiana global, Glacier (anteriormente conocida como Icemaiden) ayudó a toda la Liga de la Justicia de América a desmantelar una bomba en la Antártida. Antes de unirse a la Liga de la Justicia, trabajó en un caso con Infinity Inc. Glacier también es uno de los pocos héroes bisexuales en el universo DC, así como uno de los pocos héroes no binarios. Dejó a los Guardianes poco después de que una segunda Icemaiden (que tenía verdaderos poderes mágicos de hielo) se uniera al equipo. Más tarde se unió a la Liga de la Justicia después de que la segunda Icemaiden (entonces rebautizada como Hielo) muriera en batalla. Después de los eventos de Un año después, Sigrid fue vista/o en un estado de hibernación forzada provocado por haber sido desollada/o por ladrones de órganos metahumanos. Sigrid regresó en el especial de vacaciones de invierno «Tis the Season to be Freezin« en la historia «Break the Ice» de Andrew Wheeler y Meghan Hetrick y toma el nombre en clave de Glacier. En inglés, se hace referencia a Sigrid usando los pronombres «ellos» al final. Andrew Wheeler declaró en Twitter que Sigrid era no binaria.

### Miembros posteriores
- Cascade de Indonesia
- Centrix de Canadá
- Gloss de China
- Crisálida de Francia (en realidad una bomba viviente)
- Fleur-de-Lis (Noelle Avril de Francia ): Fleur-de-Lis apareció luchando contra el Dr. Klaus Cornelius en la serie Escarabajo Azul de la década de 1980. Después del cierre de la Cúpula, se volvió independiente y una vez ayudó a Deathstroke y al Departamento Gamma de Inteligencia Francesa de Andre Chavard.
- Icemaiden II (Tora Olafstotter de Noruega ): princesa de una tribu aislada de nórdicos con magia, Icemaiden II tenía la habilidad natural de crear y manipular hielo. Se unió a los Guardianes Globales, y poco después Glacier, la Icemaiden original, renunció (debido a su falta de confianza en sí misma ya que había recibido científicamente sus poderes, mientras que Tora era una verdadera doncella de hielo). Más tarde se unió a la Liga de la Justicia y cambió su nombre a Hielo. Tuvo una relación romántica con Guy Gardner, antes de morir luchando contra el Overmaster. Hielo volvió a la vida en el título Birds of Prey de 2007. Ahora vive en Nueva York, aparentemente tratando de recuperarse del impacto de haber estado muerta durante tanto tiempo.
- Caballero Templario (Simon Lesur) de Francia: En Teen Titans Spotlight #11, Belfegor menciona a este exmiembro fallecido, de quien no se sabe nada más.
- Tundra de Rusia: Fuerza mejorada y habilidades de proyección de frío.

Estos personajes (con la excepción de Icemaiden II) solo aparecieron rara vez en la continuidad de DC tras su primera aparición, si bien Cascade tuvo un cameo en Villains United Infinite Crisis Special. Apareció también más tarde en 52 como miembro de la coalición de Black Adam.
Otros dos personajes tuvieron alguna asociación con los Guardianes Globales si bien no fueron miembros reales:
- Belfegor de Francia, que parecía funcionar principalmente como asistente del Dr. Mist; ha desaparecido desde el cierre de la Cúpula.
- Estrella Roja (Leonid Kovar de Rusia)

### Pre-Flashpoint
- Crimson Fox de Francia
- Jet de Jamaica
- Mantícora de Grecia.
- Tormenta de arena de Siria (posiblemente fallecido)
- Demonio de Tasmania de Australia